# هيو ستيفنسون
هيو ستيفنسون (بالإنجليزية: Hugh Stevenson)‏ هو مجدف أمريكي، ولد في 13 أكتوبر 1948 في لندن في المملكة المتحدة.

## وصلات خارجية
- هيو ستيفنسون على موقع الاتحاد الدولي للتجديف (الإنجليزية)
- هيو ستيفنسون على موقع اللجنة الأولمبية الدولية (الإنجليزية)
- هيو ستيفنسون على موقع أوليمبيديا (الإنجليزية)